# Victorlemoinea
Victorlemoinea — вимерлий рід літоптернів родини Sparnotheriodontidae, що жив з раннього до середнього еоцену. Скам'янілості Victorlemoinea були знайдені в формаціях Лас Флорес, Сарм'єнто та Колуель Кайке в Аргентині, формації Ітабораї в Бразилії та формації Ла-Месета в Антарктиді.

## Таксономія
Ця тварина вважається членом родини Sparnotheriodontidae і, як кажуть, має деякі спільні риси з родиною Didolodontidae. Скам'янілості, що відносять до роду, були знайдені на острові Сеймур, Антарктида.